# Aeroporto di Mosca-Vnukovo
L'aeroporto di Mosca-Vnukovo (in russo Aeroport Moskva-Vnukovo) (IATA: VKO) è il primo aeroporto internazionale approvato dal governo dell'URSS nel 1937 ed aperto vicino a Mosca nel 1941. Prende nome da Vnukovo, già comune autonomo dell'Oblast' di Mosca, dal 1950 exclave parte integrante del municipio di Mosca.
Nel 2017 il volume del traffico passeggeri all'aeroporto ammontava a 21.478.486. Aperto come aeroporto governativo dell'URSS, attualmente è utilizzato come un aeroporto internazionale civile ed è aperto per i voli di linea, charter, cargo.
È uno dei cinque maggiori aeroporti nell'Oblast' di Mosca e si trova vicino alla capitale della Russia, in uno dei centri economici, commerciali, educativi e militari più importanti della Russia. Milioni di persone e di turisti passano per l'aeroporto di Vnukovo per arrivare a Mosca ed in transito per altre direzioni in Russia e in Europa.

## Dati tecnici
Attualmente l'aeroporto dispone di due piste attive. La prima pista attiva è lunga 3 000 m x 60 m con 10 m dell'area di sicurezza. La capacità di movimento della pista è pari a 60 movimenti aerei/ora. La seconda pista attiva è lunga 3 060 m x 60 m con 7.5 m dell'area di sicurezza. La seconda pista dell'aeroporto è stata ristrutturata nel 2009 de è stata certificata per gli atterraggi/decolli secondo la I e II categoria dell'ICAO.
L'aeroporto è equipaggiato per la manutenzione, l'atterraggio/decollo degli aerei Airbus A300, Airbus A310, Airbus A320, Airbus A330, Airbus A340, Boeing 737, Boeing 747, Boeing 757, Boeing 767, Boeing 777 e degli aerei Dassault Aviation Falcon, McDonnell Douglas, Ilyushin, Yakovlev, Tupolev, Antonov di tutti i tipi.
L'aeroporto dispone di una base di manutenzione periodica di Tupolev e di Boeing. Per gli aerei delle compagnie aeree che arrivano a Mosca dal sud e dal sud-ovest l'aeroporto Vnukovo è più vicino di 10-20 minuti di tempo di volo rispetto agli altri scali aeroportuali moscoviti.
Dal marzo 2011 all'aeroporto Vnukovo è in vigore il divieto per l'atterraggio/decollo nelle ore notturne dei seguenti tipi degli aerei: Tupolev Tu-134, Tupolev Tu-154, Ilyushin Il-86 per limitare la rumorosità dal passaggio degli aerei a bassa quota nei distretti cittadini della capitale russa vicini allo scalo.

## Terminal Passeggeri
L'aeroporto di Mosca-Vnukovo è suddiviso in due Terminali: per i voli nazionali russi e per i voli internazionali con la zona della polizia di frontiera e la zona del controllo doganale.
Attualmente l'Aeroporto di Mosca-Vnukovo dispone di più di 4 000 persone che permettono a raggiungere la velocità di transito pari a 3 000 persone/ora.
L'aeroporto di Mosca-Vnukovo si classifica come il quarto scalo aereo russo con 65 000 voli e più di 100 compagnie aeree che operano nell'aeroporto ogni anno.
Secondo i dati di ACI Europe (Airport Council International) l'Aeroporto di Mosca-Vnukovo è l'aeroporto europea in più rapida crescita tra i 102 aeroporti dell'Unione Europea che hanno partecipato nella ricerca nel 2006.

## Terminal VIP
L'aeroporto Vnukovo è l'aeroporto di Mosca dove arrivano a da dove partono tutte le delegazioni ufficiali e dove arriva e da dove parte il Primo Ministro Russo e i membri del governo russo durante i loro spostamenti aerei con la compagnia aerea di bandiera Rossija Airlines.
Nel 2010 il Terminal VIP dell'aeroporto Vnukovo ha conquistato il primo posto nell'Europa come la destinazione di voli business secondo l'agenzia Avinode e Show News EBACE-2011 superando per la prima volta i Terminal VIP degli aeroporti di Nizza-LFMN, Parigi-LFPB, Londra-EGGW, Ginevra-LSGG e Zurigo-LSZH.

## Storia

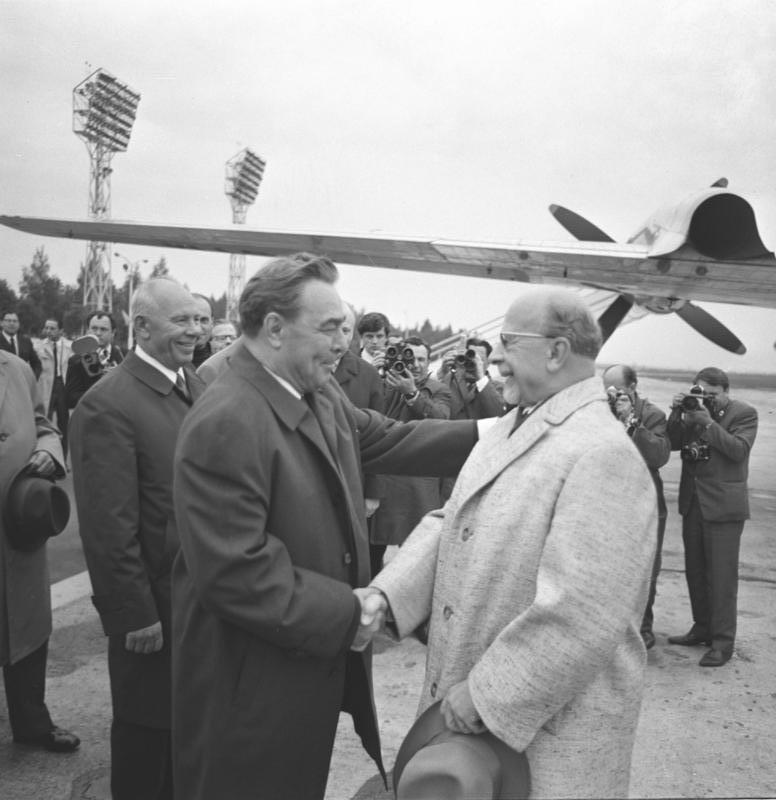
Il Segretario generale del Partito Comunista dell'Unione Sovietica Leonid Brežnev incontra all'aeroporto Vnukovo il Presidente della Repubblica Democratica Tedesca Walter Ulbricht il 3 giugno 1969.

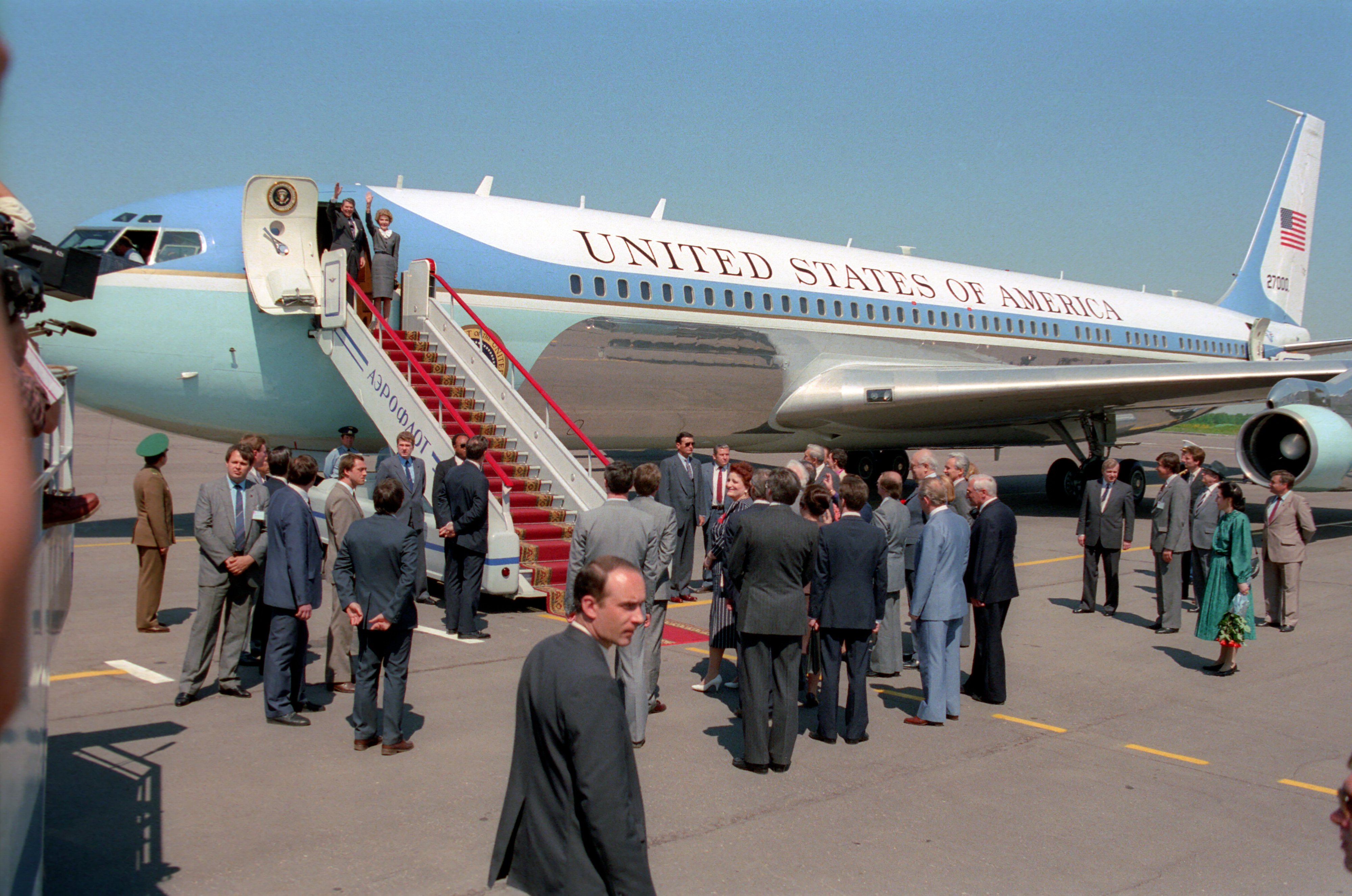
Il Presidente degli Stati Uniti d'America Ronald Wilson Reagan con la moglie Nancy Reagan in arrivo all'aeroporto Vnukovo il 29 maggio 1988.

L'aeroporto di Mosca-Vnukovo è stato aperto il 2 luglio 1941.
Nel periodo della Seconda guerra mondiale l'aeroporto di Vnukovo era un aeroporto militare, è diventato un aeroporto civile subito dopo la fine della guerra.
Il 15 settembre 1956 il primo aereo di linea russo Tupolev Tu-104 ha effettuato un volo passeggeri diretto a Irkutsk con scalo all'aeroporto di Omsk.
Il primo volo dell'Ilyushin Il-18 da Mosca a Almaty il 20 aprile 1956, il primo volo del Tupolev Tu-114 il 24 aprile 1961 sono partiti dall'aeroporto di Mosca-Vnukovo.
Nel 1980 l'aeroporto è stato ampliato in occasione dei XXII Giochi olimpici che si sono svolti a Mosca.
Nel 1993 l'aeroporto è diventato una Società per azioni statale.
Il 7 aprile 2009 il primo Sukhoi Superjet 100 ha atterrato all'aeroporto di Mosca-Vnukovo.
Il 27 ottobre 2009 è stata riaperta la seconda pista dell'aeroporto di Mosca-Vnukovo.
2009 - l'aeroporto Vnukovo ha aumentato la sua quota dei passeggeri dal 18,2% al 18,9% tra gli scali moscoviti. In un anno all'aeroporto sono stati effettuati 130 000 voli. Il 2009 è stato concluso con un profitto di 5 miliardi di RUR.
2010 - Secondo i dati di ACI Europe nel gruppo 3 degli aeroporti europei (con 5 - 10 milioni di passeggeri/anno) l'aeroporto Vnukovo nel gennaio 2010 si piazzò al 34mo posto tra i 110 aeroporti del suo gruppo, salendo dal 46mo posto del 2009. Il numero dei passeggeri è aumentato per un totale di 36,9% rispetto a gennaio dell'anno precedente.
Nel periodo gennaio-novembre 2010 l'aeroporto Vnukovo ha mostrato una crescita di 24% rispetto allo stesso periodo del 2009. In particolare, allo scalo aeroportuale di Mosca nei primi undici mesi del 2010 sono transitati 8,815 milioni di passeggeri.
Il 9 dicembre 2010 - 9 milioni di passeggeri sono transitati all'aeroporto Vnukovo nel 2010.
Nel periodo gennaio - giugno 2011 allo scalo aeroportuale di Mosca-Vnukovo sono transitati 3,5 milioni di passeggeri. Il calo di traffico è stato dovuto alla ricostruzione della pista aeroportuale, alla bancarotta della compagnia aerea Atlant-Sojuz e alla destabilizzazione della situazione politica in Egitto e Tunisia che ha provocato i numerosi cancellazioni di voli charter in partenza per la raccomandazione del Ministero degli Affari Esteri della Russia.
Nel dicembre 2012 la russa Transaero Airlines ha stipulato l'accordo di code sharing con la russa UTair e con l'aeroporto Vnukovo per l'ampliamento dell'offerta di voli di linea internazionali dal nuovo Terminal VKO-A.

## Strategia per il futuro

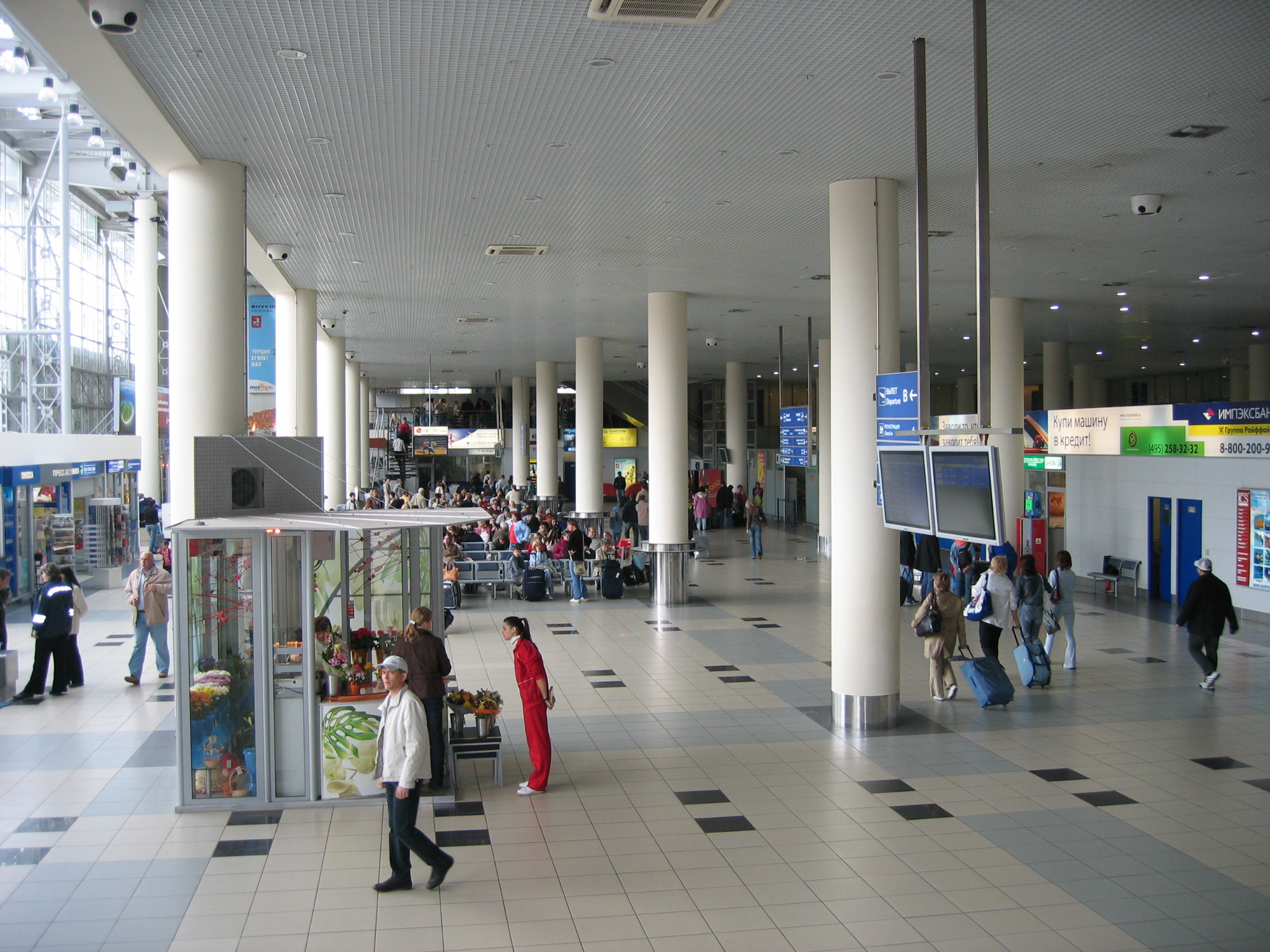
Terminal B dell'aeroporto Mosca-Vnukovo

Attualmente l'aeroporto ha una strategia fino al 2015. Nel 2004 è stato aperto il nuovo internazionale Terminal VKO-B. Il nuovo Terminal VKO-A è stato completato nel 2008 aggiungendo alla capacità attuali dello scalo di Vnukovo altri 20-22 milioni di passeggeri l'anno.
Lo storico Terminal VKO-1 dell'aeroporto di Vnukovo costruito nel 1941 è stato demolito nel 2005. Lo storico Terminal VKO-2 costruito negli anni settanta del XX secolo sarà demolito quando entrerà in funzione la parte completata del moderno Terminal VKO-B.
Il piano dello sviluppo prevede anche aggiornamento delle attrezzature della pista ed anche un prolungamento della pista attiva fino a 3 800 m. L'aeroporto di Vnukovo è programmato per le emergenze di nebbia come un aeroporto più alto di Mosca.
Si prevede con la costruzione del nuovo Terminal l'ampliamento della rete dei collegamenti con l'Europa e con l'America perché per raggiungere l'aeroporto di Vnukovo si risparmiano circa 10-20 minuti di volo rispetto ad altri aeroporti internazionali di Mosca.
Nel futuro è previsto anche l'ampliamento dell'area dei parcheggi e la costruzione di un Terminal cargo nuovo con l'area dei parcheggi per 5 aerei delle dimensioni di Boeing 747. Tra gli investitori principali interessati di avere un hub cargo a Vnukovo sono stati nominati le compagnie aeree russe Volga-Dnepr, Atlant-Sojuz, la statunitense FedEx e la tedesca DHL.
Inoltre, sono stati annunciati i piani dello sviluppo dell'aviazione VIP con la costruzione di un Terminal VKO-VIP con i parcheggi per 10 aerei.
Inoltre, la strategia futura dello sviluppo dell'aeroporto Vnukovo prevede l'ampliamento della pista aeroportuale fino a 4 km per poter effettuare gli atterraggi/decolli di qualsiasi tipo degli aerei anche nelle situazioni d'emergenza.

## Collegamenti con Mosca

### Treno

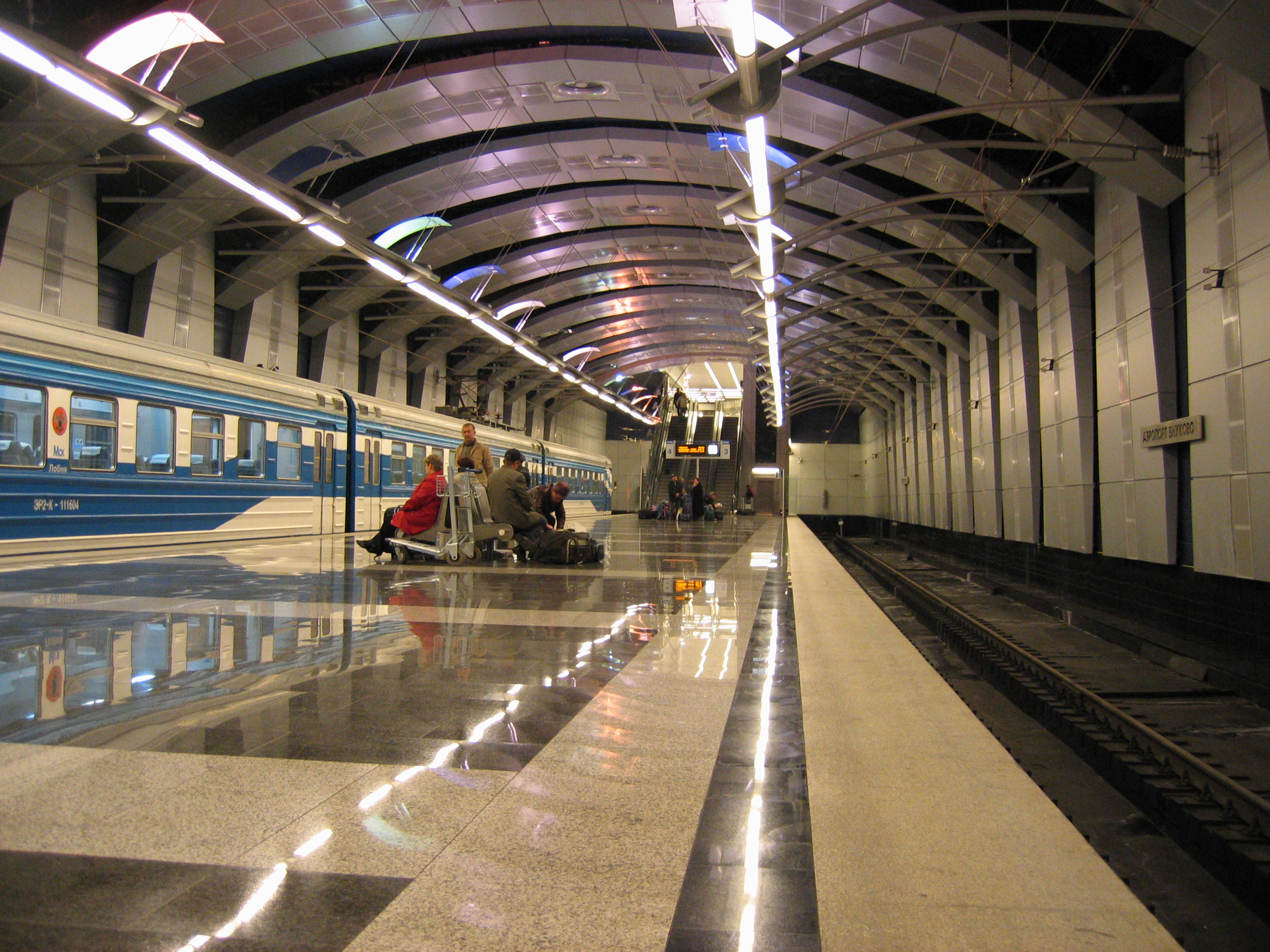
Un "Vnukovo-Express" nella Stazione "Aeroporto-Vnukovo"

L'Aeroporto Internazionale di Mosca-Vnukovo si trova 23 km dal centro di Mosca ed è facilmente raggiungibile con il treno diretto speciale che collega l'aeroporto con la città ogni ora di giorno. Il servizio è stato aperto nel 2005 in collaborazione con le Ferrovie della Russia collegando l'aeroporto con la Stazione Centrale di Moskva-Kievskaya (Vnukovo-Express). Ora si può raggiungere il centro di Mosca in treno regionale diretto in circa 35 minuti. Attualmente i treni partono regolarmente fino alla tarda serata ed anche programmato un ulteriore potenziamento del servizio ferroviario nei mesi estivi.
Per i passeggeri delle compagnie aeree russe la Rossiya Airlines e la Vladivostok Avia il costo del treno "Vnukovo-Express" per l'aeroporto fa parte del loro biglietto aereo.

### Taxi
L'aeroporto è servito dai numerosi taxi ed anche dai diffusi in tutta la Russia i numerosi taxi collettivi (i minivan di tipo Fiat "Scudo" o Ford "Transit") che permettono facilmente e velocemente raggiungere la città e le stazioni di metropolitana di Mosca.
Dalla Stazione di metropolitana Jugo-Zapadnaja, dalla fermata sulla Prospettiva Vernadskogo parte la taxi collettiva 45 con il tempo di percorrenza di 15-20 minuti.

### Auto
L'aeroporto di Mosca-Vnukovo è facilmente raggiungibile da tutte le parti della capitale russa percorrendo il Raccordo Anulare di Mosca (in russo: Московская Кольцевая Автомобильная Дорога) in direzione sud è puoi percorrendo l'autostrada statale Mosca-Kiev oppure l'autostrada statale Mosca-Minsk per 11 km a sud.

### Bus di linea
L'aeroporto di Mosca-Vnukovo è anche collegato con la linea del servizio pubblico di Mosca alle stazioni della metropolitana.
Dalla Stazione di metropolitana Jugo-Zapadnaja, dalla fermata sulla Prospettiva Vernadskogo parte l'autobus municipale della linea 611 oppure l'autobus-espresso municipale della linea 611"c" con i tempi di percorrenza di 25-30 minuti.

## Servizi
Le strutture dell'aeroporto di Mosca-Vnukovo comprendono:
- Accessibilità per portatori di handicap
- Ascensori e scale mobili
- Banca e cambiavalute
- Biglietteria con sportello
- Capolinea autolinee, taxi
- Stazione delle Ferrovie russe interna
- Bar e fast food
- Ristorante
- Edicola
- Ufficio postale
- Servizi Igienici
- Polizia di frontiera
- Dogana
- Ambulatorio medico e veterinario
- Sala d'attesa con terrazza panoramica
- Shopping e duty free
- Deposito bagagli
- Internet point

## Aeroporti di Mosca
- Aeroporto di Mosca-Bykovo
- Aeroporto di Mosca-Domodedovo
- Aeroporto di Mosca-Ostafievo
- Aeroporto di Mosca-Tušino
- Aeroporto di Mosca-Šeremet'evo